# Bühler Frühzwetschge

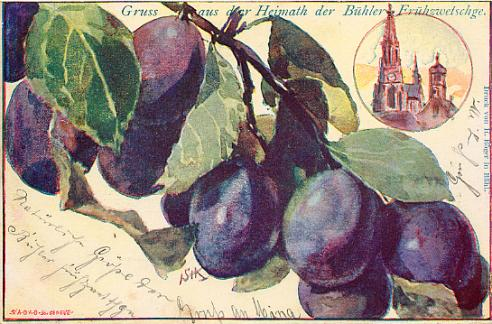
Werbung für Bühler Frühzwetschgen 1898

Die Bühler Frühzwetschge ist eine alte Zwetschgensorte, die 1840 in Kappelwindeck bei Bühl als Zufallssämling entdeckt wurde. Sie ist auch unter den Namen Bühlertaler Frühzwetschge oder im Elsass als Zwetsche de Bühlertal bekannt. Obwohl die Sorte im Erwerbsobstbau weit verbreitet war, ist ihre Bedeutung in den letzten Jahren zurückgegangen, da die Sorte sehr kräftig wächst und spät in den Ertrag kommt. Im Jahr 2020 bestand dennoch in manchen Wochen bis zu 25,1 % des deutschen Pflaumensortiments aus dieser Sorte.
Die Sorte ist selbstfruchtbar und blüht mittelspät. Der Baum ist kräftig mit steil aufstrebenden Leitästen und einer hoch- bis breitpyramidalen Kronenform. Die Reifezeit ist Ende Juli bis Ende August, nach der Sorte Cacaks Schöne und vor Hanita. Die Frucht ist mittelgroß, mit einem Gewicht von 25 bis 32 g und einem Durchmesser von 32 bis 37 mm. Die Frucht hat eine flache Bauchnaht und ist hellgelb bis grüngelb. Die Früchte der Bühler Frühzwetschge eignen sich besonders zur Herstellung von Saft, jedoch weniger gut zum Backen.
Zwischen 1980 und 1986 wurden von Walter Hartmann verschiedene Selektionen vorgenommen, darunter Typen wie Meier, Doll, Ringwald, Weisenheim, Vorbote und Schofer 315. Diese Typen unterscheiden sich teilweise in der Reifezeit, der Fruchtgröße und dem Ertrag.
Aus der Bühler Frühzwetschge und der Sorte Čačaks Beste wurde von Helmut Jacob die Sorte Topfive gezüchtet.
In Bühl wird die Sorte im Rahmen des Zwetschgenfests gefeiert. Auch kann die Stadt sich seit 2023 Zwetschgenstadt nennen.